# Вороново (Можайский район)
Вороново — деревня в Можайском районе Московской области в составе Юрловского сельского поселения. Численность постоянного населения по Всероссийской переписи 2010 года — 11 человек. До 2006 года Вороново входило в состав Губинского сельского округа.
Деревня расположена в южной части района, на левом берегу реки Протва, примерно в 24 км к юго-западу от Можайска, высота центра над уровнем моря 227 м. Ближайшие населённые пункты — Рябинки в 300 м на север и Преснецово в 1,5 км на юго-запад. У западной окраины деревни проходит региональная автодорога 46К-1130 Уваровка — Можайск.